# Franz Hofer (director)
Franz Hofer (31 de agosto de 1882 - 5 de mayo de 1945) fue un director, guionista y productor cinematográfico alemán.

## Biografía
Su verdadero nombre era Franz Wygand Wüstenhöfer, y nació en Sarrebruck, Alemania. Como muchos otros directores de aquella época, Hofer llegó al cine procedente del teatro. En 1910 comenzó a escribir guiones, dirigiendo su primera película, Des Alters erste Spuren, en 1913 para la compañía Luna Film. Fue un director muy dúctil, trabajando en géneros diferentes como las comedias, dramas o el cine policiaco, y fue de destacar la relevancia dada a la mujer en sus producciones, siendo un ejemplo de ello la emancipación reflejada en Die schwarze Kugel. 
Entre los actores con los que trabajó figuraban el futuro director Ernst Lubitsch (al que dirigió en Fräulein Piccolo), Hans Albers (el más célebre actor alemán, que debutó en 1915 en su film Jahreszeiten des Lebens), y Dorrit Weixler, actriz fallecida a los 24 años de edad.
Con sus filmes Deutsche Helden y Weihnachtsglocken 1914, Hofer fue uno de los primeros cineastas en utilizar como tema la Primera Guerra Mundial. En sus primeros años rodó para diversas compañías productoras, hasta que en 1920 decidió trabajar de manera independiente con su propia empresa, Hofer-Film GmbH. Sin embargo, no alcanzó el éxito logrado en su anterior etapa, por lo que a partir de 1927 empezó a dirigir de nuevo para otras productoras. A pesar de ello no volvió a conseguir grandes éxitos de taquilla ni de crítica, por lo que en 1933 dirigió su último film, Drei Kaiserjäger, dedicándose de nuevo a partir de entonces a la actividad teatral.
Hofer formó parte del NSDAP desde 1932, y desde el 4 de abril de 1933 del Nationalsozialistische Betriebszellenorganisation. Sin embargo, dicha pertenencia en la época del Nacionalsocialismo no impidió que su carrera en el cine llegara a su fin.
No se sabe mucho de los últimos años de Franz Hofer. Falleció en 5 de mayo de 1945 en Berlín, Alemania, en circunstancias poco claras.
Hofer fue uno de los primeros directores alemanes de cine de autor, y únicamente sobreviven 15 de sus películas. Fue „olvidado“ por la historia del cine, y en algunas enciclopedias especializadas únicamente se menciona su film de 1915 Fräulein Piccolo, probablemente por el hecho de que en el mismo actuara Ernst Lubitsch. Solamente a partir de 1990 fue redescubierto Hofer, en el noveno Festival Internacional  de Cine Mudo de Pordenone.

## Selección de su filmografía
- 1913: Des Alters erste Spuren
- 1913: Der Steckbrief
- 1913: Die schwarze Natter
- 1913: Drei Tropfen Gift
- 1913: Ein medizinisches Rätsel
- 1913: Wer ist der Täter?
- 1916: Heidenröschen
- 1927: Vom Leben getötet
- 1928: Notschrei hinter Gittern
- 1929: Madame Lu, die Frau für diskrete Beratung
- 1933: Drei Kaiserjäger

## Premio Franz Hofer
En su honor se instauró en 2002 un premio con su nombre, concedido por un destacado trabajo cinematográfico alemán e internacional. Los ganadores son:
- 2002: Rolf Teigler por su documental Outlaws
- 2003: Lars von Trier por Dogville
- 2004: Steffen Hillebrand y Oliver Paulus por Wenn der Richtige kommt
- 2005: Thomas Grube y Enrique Sánchez Lanch por Rhythm is it!
- 2006: Christian Moris Müller por Vier Fenster
- 2007: Hinnerk Schönemann
- 2008: Franziska Weisz
- 2009: Hanno Koffler
- 2010: Anna Fischer
- 2011: Ludwig Trepte
- 2012: Mark Waschke
- 2013: Robert Gwisdek